# Jan Oosterhoff

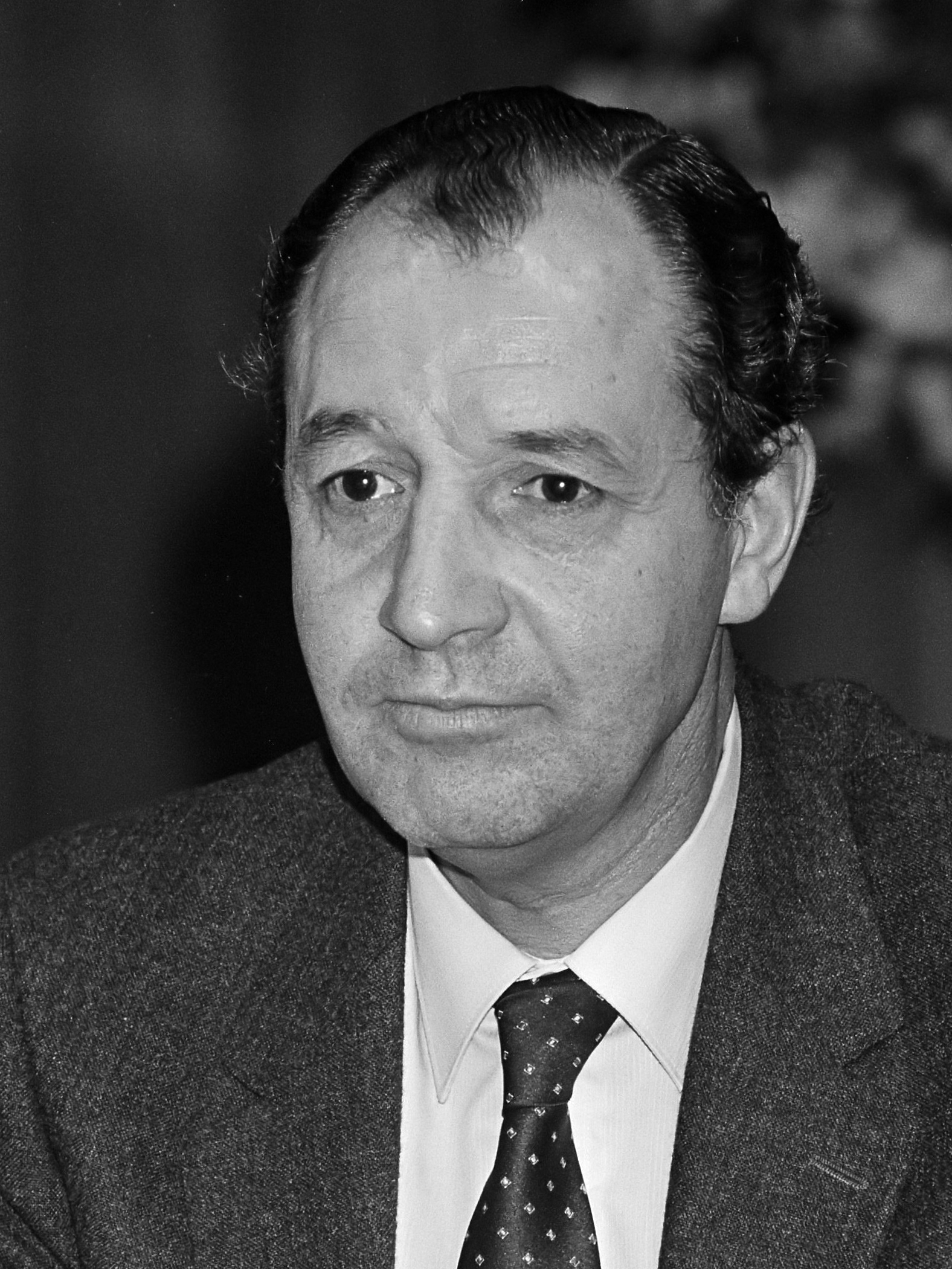
Mr. J.A. Oosterhoff (1984)

Jan Adrianus Oosterhoff (Amsterdam, 30 september 1930 – Baarn, 13 december 2010) was een Nederlands jurist en politicus van de ARP, later van het CDA.
Hij is aan de Vrije Universiteit Amsterdam (VU) afgestudeerd in de rechten en was daarna van 1957 tot 1961 wetenschappelijk medewerker bij de aan de ARP gelieerde Dr. Abraham Kuyperstichting. Daarna was hij secretaris van de Nederlandse Christelijke Aannemers- en Bouwvakpatroonsbond (NCAB). In juli 1969 werd Oosterhoff burgemeester van Lopik. In december 1973 volgde zijn benoeming tot burgemeester van Hoogeveen. In 1984 werd hij benoemd tot voorzitter van het Koninklijk Nederlands Ondernemersverbond (KNOV). Na een verschil van mening met de overige leden van het bestuur over de te volgen koers t.a.v. samenwerking c.q. samengaan met de zusterorganisatie NCOV moest hij zijn functie in december van 1986 neerleggen. Vanaf april 1987 tot zijn pensionering eind 1995 was Oosterhoff burgemeester van Oudewater. Hij overleed 15 jaar later op 80-jarige leeftijd aan de gevolgen van Alzheimer.